# PA proteázklán
A PA klán (vegyes nukleofilú Proteázok, A szupercsalád) a szerkezeti homológia alapján azonosított közös őssel rendelkező legnagyobb proteázcsalád. Tagjai chimotripszinszerű szerkezettel és hasonló proteolízis-mechanizmussal rendelkeznek, de hasonlóságuk 10%-nál is kisebb lehet. Cisztein- és szerinproteázok (eltérő nukleofilok) is tagjai. A család tagjai találhatók növényekben, állatokban, gombákban, eubaktériumokban, archeákban és vírusokban.
A katalitikus hármas elnevezés több hidrolízist végző proteázklánra való használata a konvergens evolúció példája. A PA klán katalitikus hármasának eltérései az enzimek aktív helyeinek divergens evolúciójára példák.

## Története
Az 1960-as években egyes proteázok hasonló szekvenciáját fedezték fel, mely az evolúciós hasonlóságukat jelentette. Ezeket a chimotripszinszerű szerinproteázokhoz (ma S1 család) sorolták. Miután ezek és más proteázok szerkezetét röntgenkrisztallográfiával az 1970-es és 1980-as években felismerték, kiderült, hogy egyes vírusproteázok, például a dohányfoltosságvírus-proteáz szerkezeti homológiát mutattak, bár nem volt a szekvencia hasonló, és a nukleofil is eltért. Szerkezeti homológia alapján létrehoztak egy fehérje-szupercsaládot, melyet később PA klánnak neveztek el a MEROPS osztályozási rendszer alapján. A további szerkezetek megismerésével további családok kerültek a PA klánba.

### Etimológia
A P a vegyes nukleofilú proteázokat jelenti. Az A azt jelenti, hogy ez volt az első azonosított proteázklán (vannak továbbá PB, PC, PD és PE klánok is).

## Szerkezet

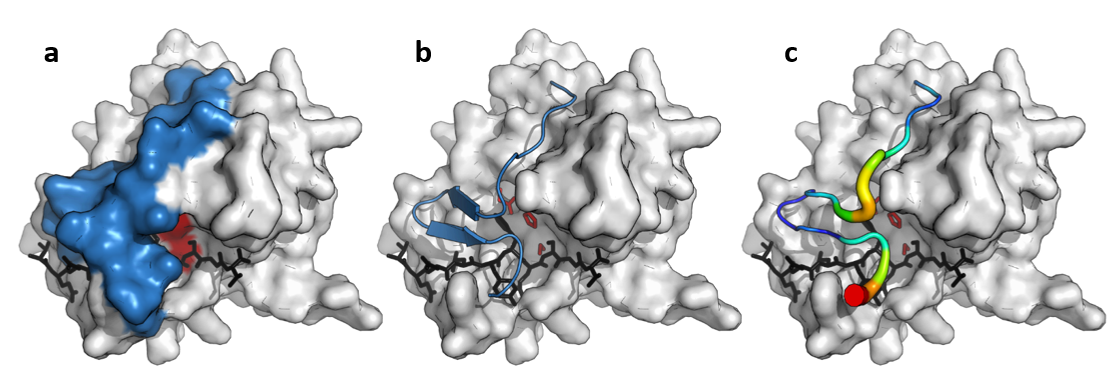
A TEV proteáz felszíni szerkezete. A C-terminális kiterjesztés csak a PA klán virális tagjaiban van jelen a) kék ciklikus szerkezettel, b) másodlagos szerkezettel és c) b-faktorral (a nagyobb szélesség nagyobb rugalmasságot jelent) a TEV proteáz szerkezetéhez. A szubsztrát feketével, az aktív hely hármasa pirossal van jelölve. Az utolsó 15 aminosav nem látható, mert túl rugalmasak. (PDB: 1lvm, 1lvb)

Bár csak 10%-os szekvenciahasonlóságot mutatnak, a PA-klán vírusokból, prokariótákból és eukariótákból izolált tagjai szerkezeti homológiát mutatnak, és szerkezeti hasonlóság alapján elrendezhetők (például DALI-val).

### Kettős β-redő
A PA-klán proteázainak közös jellemzője a két β-redő, ahol a kovalens katalízist sav-hisztidin-nukleofil katalitikus hármas végzi. A hordók egymásra merőlegesen helyezkednek el, és hidrofób molekularészek tartják össze. A hármas részei a két hordó közt megoszlanak, így a katalízis a felületen történik.

### Virális proteázgyűrű
A kettős β-redő mellett egyes vírusproteázok (például a TEV proteáz) hosszú, rugalmas C-terminális gyűrűvel rendelkeznek, mely a szubsztrátot teljesen elfedi, és kötőalagutat hoz létre. Ez szorosan kötődő térrészeket hoz létre, így a szubsztrát oldalláncai (P6–P1’) egy komplementer helyhez (S6–S1’) kötődik, a specificitást az enzim és a szubsztrát nagy érintkezési felülete biztosítja. Az ezzel nem rendelkező sejtproteázok, például a tripszin specificitása kisebb.

## Evolúció és funkció

### Katalitikus aktivitás

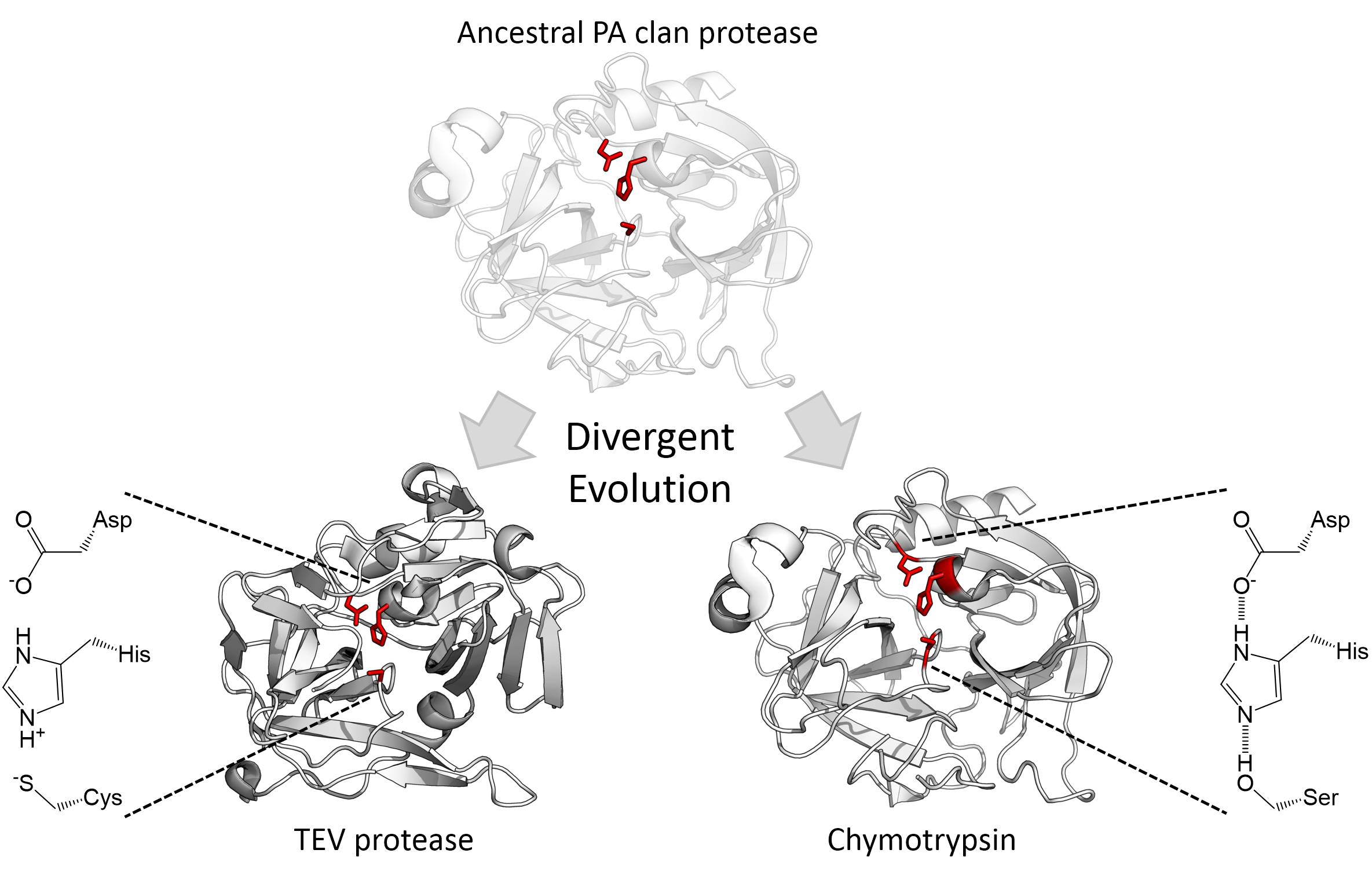
Katalitikus hármasok divergens evolúciója eltérő nukleofilok használatára. A képen a chimotripszin (S1 család) szerin- és a TEV proteáz (C3 család) ciszteinhármasa van.

A strukturális homológia alapján a PA klán tagjai azonos szerkezetű közös ősből származnak. Bár mindegyik tagja kétlépéses nukleofil katalízist végez, egyes családok szerint, mások ciszteint használnak nukleofilként. A szupercsalád így különleges példa a divergens enzimevolúcióra, mivel a központi katalitikus molekularészlet megváltozott egyes családokban. Emellett az irányított evolúcióról kiderült, hogy képes ciszteinproteázt aktív szerinproteázzá alakítani. A PA klán minden sejtben aktív tagja szerinproteáz, azonban a vírusproteázok közt vannak szerin- és ciszteinproteáz-családok. Ezek többsége endopeptidáz, az exopeptidázok S46 családja kivétel.

### Biológiai szerep és szubsztrátspecificitás
A központi katalitikus részletben való divergencia mellett jelentős divergens evolúció történt a funkcióban. A PA klán tagjai megtalálhatók eukariótákban, prokariótákban és vírusokban, és számos funkciót töltenek be. Az emlősökben egy részük a véralvadásban fontos (például a trombin), így nagymértékű a szubsztrátspecificitásuk, míg mások az emésztésben (például a tripszin), így szubsztrátspecificitásuk kisebb. Egyes kígyómérgek is ilyen fehérjék, például a Crotalinae hemotoxinja, és a véralvadásba avatkoznak be. Ezenkívül a baktériumok (például a Staphylococcus aureus) exfoliatint bocsátanak ki, mellyel a gazdaszervezet szöveteit sértik és emésztik meg. Sok vírus genomját egyetlen poliproteinként expresszálja, és a PA-klánba tartozó proteázt használja ennek működésképes részekre bontásában (például ilyen vírusok a poliovírus, a norovírus, ilyen proteázok például a TEV proteázok).
Ezenkívül a szupercsaládba tartoznak pszeudoenzimek, ahol a katalitikus hármas tagjai megváltoztak, és kötőfehérjékként működnek. Például a heparinkötő azurocidin esetén a nukleofil helyén glicin, a hisztidin helyén szerin van.

### Családok
A PA klánban a családokat katalitikus nukleofilnak megfelelően jelölik. A teljes PA klán szekvenciahomológiájának hiánya ellenére szekvenciahasonlósággal azonosíthatók az egyes családjai.
| Család | Példák                                                                          | Ismert szerkezet? |
| ------ | ------------------------------------------------------------------------------- | ----------------- |
| C03    | polio-type picornain 3C (poliovirus)                                            | Igen              |
| C04    | dohányfoltosságvírus-proteáz (dohányfoltosság-vírus)                            | Igen              |
| C24    | nyúlvérzésvírus 3C-szerű peptidáz (nyúlvérzésvírus)                             | Nem               |
| C30    | terjedőgasztroenteritiszvírus-szerű főpeptidáz (terjedőgasztroenteritisz-vírus) | Igen              |
| C37    | kalicivirin (Southampton-vírus)                                                 | Igen              |
| C62    | okavírus 3C-szerű peptidáz (okavírus)                                           | Nem               |
| C74    | pestivírus N52 peptidáz (marhahasmenés-vírus 1)                                 | Nem               |
| C99    | iflavírus-feldolgozópeptidáz (Ectropis obliqua picorna-szerű vírus)             | Nem               |
| C107   | alfamezonivírus 3C-szeű peptidáz (Cavally-vírus)                                | Nem               |
| S01    | chimotripszin A (Bos taurus)                                                    | Igen              |
| S03    | togavirin (Sindbis-vírus)                                                       | Igen              |
| S06    | IgA-specifikus szerin-endopeptidáz (Neisseria gonorrhoeae)                      | Igen              |
| S07    | flavivirin (sárgalázvírus)                                                      | Nem               |
| S29    | hepacivirin (hepatitis C-vírus)                                                 | Igen              |
| S30    | potivírus P1 peptidáz (szilvahimlővírus)                                        | Nem               |
| S31    | pestivírus NS3-poliprotein-peptidáz (marhahasmenés-vírus 1)                     | Nem               |
| S32    | lóarterivírus-szerinpeptidáz (lóarteritisz-vírus)                               | Igen              |
| S39    | szobemovírus-peptidáz (Dactylis-mozaikvírus)                                    | Igen              |
| S46    | dipeptidil-peptidáz 7 (Porphyromonas gingivalis)                                | Nem               |
| S55    | SpoIVB-peptidáz (Bacillus subtilis)                                             | Nem               |
| S64    | Ssy5 peptidáz (Saccharomyces cerevisiae)                                        | Nem               |
| S65    | pikornainszerű ciszteinpeptidáz (Breda-1 torovírus)                             | Nem               |
| S75    | karikakeszegvírus-szerinpeptidáz (karikakeszeg-vírus)                           | Nem               |

## Fordítás
Ez a szócikk részben vagy egészben  a   PA clan of proteases című angol Wikipédia-szócikk ezen változatának fordításán alapul.  Az eredeti cikk szerkesztőit annak laptörténete sorolja fel. Ez a jelzés csupán a megfogalmazás eredetét és a szerzői jogokat jelzi, nem szolgál a cikkben szereplő információk forrásmegjelöléseként.